# 假面騎士W角色列表
假面騎士W角色列表展示於朝日電視台放映的特攝劇集《假面騎士W》（日语：仮面ライダーダブル）及續篇作品《風都偵探》各個角色。

## 鳴海偵探事務所
左翔太郎（桐山漣、嘉數一星（童年）、名取幸政（老人）、和田雅成（舞台劇）飾 ／ CV：細谷佳正、村瀬歩（童年））（李勇（台灣配音） ／ 張方正、黃淑芬（童年）（香港配音））
假面騎士W的左半身、假面騎士Joker的變身者。
本作主角之一，自稱是「硬漢偵探」，但其本身有時會受情感因素而改變做法，被菲利普及亞樹子稱為「半吊子偵探」（Half-Boiled）。第一人稱為「俺」。
過去曾是鳴海莊吉的弟子，但行事作風往往表現出不成熟而不受其承認。
雖然本人並不喜歡，但卻對尋找動物很有心得。
他所沖泡的咖啡並不好喝，被龍評價為浪費了咖啡豆。
初始之夜事件中並未遵守鳴海莊吉的交代，間接造成鳴海莊吉中槍，對此認為是自己的罪惡而愧疚在心。隨後使用了Double Driver變身成為假面騎士W。
第4話在菲利普因賭博而輸光6個Gaia Memory之際代替菲利普進行賭局。由於翔太郎將Double Driver套上，菲利普的意識跟翔太郎相連，因而勝出賭博並取回輸掉 的5個Gaia Memory和所有的Life Coins。
第10話在博物館內與園咲琉兵衛首次見面時，翔太郎就已經感覺到因恐怖而來的寒冷。
第15話被Arms Dopant吐出的金屬液封印腰帶，並和亞樹子被綁架。
第16話和菲利普控制Fang Memory的力量，不至Fang Memory失控暴走。
第19-20話不斷叫照井龍不要胡亂攻擊以免誤殺無辜。其後照井龍亦因此改變態度。
第23話與菲利普扮成假面Singer在歌唱節目演出。
第26話開始多了一個Frog Memory。
第27話開始多了一個Denden Memory。
第29話籍住讓Nightmare Dopant進入自己的夢境以查出Nightmare Dopant的真身但不成功。
第31話變身成為W時因跟不上右半身菲利普過強的力量導致左右平衡很差並一度不能變身成為W。
第32話間接將10年前曾一度於被鳴海莊吉取走，裝在風吹山別墅的木雕熊內的Zone Memory還給有馬鈴子。
同話能超乎預期地控制Xtreme Memory和變成CJ-X，而且最終成功擊敗Beast Dopant和Zone Dopant。
第33話受Yesterday Dopant的印記影響重複之前一日的動作，並差點擊中園咲冴子。最後菲利普透過變身成CJ-X以消除翔太郎的Yesterday印記並把翔太郎帶回現實，其最大弱點為不能攻擊人類狀態的Dopant。。
第43話曾受到Old Dopant攻擊而老化，因行動不方便，變身成為W是十分勉強的事。
第45話中被園咲琉兵衞的Memory力量影響，使翔太郎看到Terror Dopant時會因恐懼而失去鬥志，但在第46話中，翔太郎克服了這恐懼，而且最終成功擊敗園咲琉兵衞。
第48話救出在成為地球的神的巫女期間，由於發動Gaia impact失敗，因此意識被數據化，而身體則失去意識下被加頭順帶走的若菜。
同話中打開菲利普的禮物，獲得Lost Driver。
第49話菲利普消失後，翔太郎為了守護風都，獨自變身為假面騎士Joker與Dopant戰鬥。
在平時外出及搜查時，所戴上的帽子其本上每集也是不同的，而平時所戴上的帽子及衣著都是由風都中一間叫WINDSCALE的公司所出的。
搜查時是在外搜查派，因此OP和劇中常常可以看到他拿著照相機到處跑去搜查。持有Double Driver，Joker Memory，Metal Memory，Trigger Memory，Stag Memory，Bat Memory和Spider Memory。
對於「令風都哭泣之物」相當厭惡。
當每次事件結束以後，會以打字機紀錄事件報告。
於《OOO·電王·All Riders Let's Go 假面騎士》中為了守護風都的和平與菲利普一同挺身而出對抗修卡。
於《假面騎士×假面騎士 Fourze & OOO MOVIE大戰MEGA MAX》中得知，都會隨身攜帶Double Driver及Lost Driver，因應戰鬥時如果菲利普在熱衷搜索某事物而延誤搜查跟變身時，翔太郎就會使用Lost Driver來變身成假面騎士Joker與敵人戰鬥。
於《平成騎士對昭和騎士 假面騎士大戰 feat.超級戰隊》中，因被門矢士與驅紋戒斗找上求助而逐漸捲入事件中。
在《假面騎士平成Generations Forever》中，在風麵老闆口中提及因事而暫時離開風都，在離開時拜託風麵老闆，把關鍵的W騎士手錶交給在危險時拯救自己的人。
漫畫《風都偵探》中，還是小學生的翔太郎曾向鳴海莊吉提及自己的父母已經死於事故，由親戚的阿姨家照顧。高中畢業後就離開家裏獨立。
同樣在《風都偵探》中，被菲利普分析他的戀愛史發現和他發展過戀情的女性都是惡女，而且最後女方的下場都十分淒慘，並推測他因此而害怕和對自己有好感的時女發展戀情。
菲利普 / 園咲來人 （菅田將暉、橋本智哉（童年）、木津翼（舞台劇）飾 ／ CV：內山昂輝）（王辰驊（台灣配音） ／ 李鎮然、黃淑芬（童年）（香港配音））
假面騎士W的右半身、假面騎士Cyclone的變身者，17歲。
在初始之夜事件中被鳴海莊吉救出，知曉地球的一切，有著奇特能力─能夠從腦內的「地球圖書館」中隨時隨地找到想要的資料的謎之少年。經常拿著只有他自己才看得到的書。第一人稱為「僕」。
弱點之一為被提及到關於他的家人的事情，更因此在第4話的賭博中輸掉5個Gaia Memory。此弱點在同話被克服。
第7話為找尋解鎖Heaven's Tornado的鑰匙而多次延誤戰鬥，甚至令Heat, Metal, Luna和Trigger Memory被Cockroach Dopant取走。
第13話與園咲 若菜相遇開，她覺得他在過去是有些似曾相識的現象。
第15話發現Arms Dopant事件是將他帶回博物館的陰謀。其後冴子企圖將他抓回期間，冴子看到他的時候，她說出「來人」這個名字。
第16話被麻生冬美啟發，以Fang Joker型態變身成W，協助被Arms Dopant吐出的金屬液封印腰帶的翔太郎戰鬥且失去理智。後來翔太郎和菲利普能夠控制Fang Memory的力量，不至失控暴走。
第17話做了個實驗，證明了Fang Memory會在自己遇到危險時出現以保護自己。
第23話與翔太郎扮成假面Singer在歌唱節目演出。
第24話為引誘donpant而女裝假扮園咲 若菜
第29話被Weather Dopant襲擊。其後被Xtreme Memory帶走。
第30話被帶到Xtreme Memory內部與Shroud見面。Shroud表明希望他和翔太郎分開，認為翔太郎對他而言是不好的存在，且菲利普對於Shroud本人和整個世界是非常重要的，不過被菲利普所拒絕。
第31話翔太郎變身成為W時因翔太郎跟不上自己過強的力量導致左右平衡很差，即使以自己的肉體變身成Fang Joker也沒有用，並一度不能變身成為W。
同話把自己力量過強的Cyclone Memory交給照井龍發動Maximum Drive，成功擊退Weather Dopant。
第32話中，翔太郎能超乎預期地控制Xtreme Memory和變成CJ-X，而且最終成功擊敗Beast Dopant和Zone Dopant。
第33話透過變身成W CJ-X以消除翔太郎的Yesterday印記並把翔太郎帶回現實。
第38話曾經考慮跟若菜一起逃出風都，卻在若菜等候菲利普期間被琉兵衛強行帶回Museum，不但性格因受到控制而大變，且若菜也向菲利普承認他是自己的親弟弟的關係，但是被冠以背叛為由被迫與其姐姐若菜交戰。
同話中山城諭說出菲利普的本名：「園咲 來人」。
第41話由於若菜的精神還可以進入地球圖書館，並爭奪內部的知識，甚至在地球圖書館內變身成Clay Doll Dopant，因此找不到Jewel Dopant的資料並在戰鬥時不斷失敗。
第43話被Shroud再次表明希望他和翔太郎分開，並和照井龍合作變身成「究極的W」CA-X，取代當時被Old Dopant變老的翔太郎。
在第45話時於地球圖書館內搜查博物館期間發現並且閱讀有關自己的書，而且由園咲 琉兵衞口中得知自己於12年前因為意外掉進了一個坑洞而死亡，但也因此他在坑洞裡得到了地球書架的力量，所以維持了他的生命。因此他就算被若菜吸收，他都不會被消滅，甚至可以在若菜體內協助變身成W和利用Xtreme Memory以逃出和變成CJ-X。
但是，打倒Terror Dopant後的菲利普，因為發動Gaia Impact其間曾被Clay Doll Xtreme吸收，使他變得虚弱，不可以再變身。倘若進行變身，他的身體會消失。因此第47話一直都沒有變身。
在第48話中要求翔太郎救回若菜而再次變身並擊敗Utopia Dopant，最後和Xtreme Memory一齊消失。
在第49話中，因若菜以自己做代價再度出現。
自己本身一直受到秘密組織博物館的軟禁，從來沒有自己下過任何決斷，自己也沒有名字。
在《假面騎士×假面騎士 W & Decade MOVIE大戰2010》鳴海莊吉進入地球的書架遇到了菲利普後，才由莊吉替自己取名為「菲利普」，名字來自於菲利普·馬羅，是莊吉最喜歡的硬派推理小說中虛構人物，莊吉把他稱為男人中的男人，擅長用自己的決斷解決一切所有問題。
過去曾被代稱為「命運之子」，由於持有地球的書架的能力，才被博物館這種秘密組織所利用，讓菲利普使用地球的書架裡面的資料跟紀錄，為其製造Gaia Memory。在劇場版鳴海莊吉進入地球的書架遇到了菲利普，並且要菲利普細數自己的罪惡，聽完莊吉一席話後，才讓菲利普了解何謂自己的罪惡。此後的菲利普不僅意會到自己的罪惡，也意會到翔太郎的罪惡，他自己的罪惡就是不自己下決斷，翔太郎的罪惡則是自己隨便下決斷，兩人和而為一變成假面騎士W，此舉也有將兩份罪惡聯繫在一起的義務。
他自己可以靠接觸Memory的印記，便可以進入對方的世界。
在搜查的方式上和翔太郎是相反的，喜好待在家中以現有資訊推斷的室內派。
不過也因為他有的知識實在太多了，所以有的時候一研究起某個東西會研究個沒完沒了，甚至會拖到搜查的時效性。
持有Cyclone Memory，Heat Memory和Luna Memory。在第16話開始多了一個Fang Memory，但是用Fang變身時，也必須先由翔太郎裝備上Double Driver和Joker Memory。在第32話開始多了Xtreme Memory。
因為亞樹子經常想到一些自己想不到的事情並協助自己檢索而認為她可能是個天才。
另外，他亦擅長組裝電子設備。
他的真正身份是園咲家的幼子。可是他的「地球圖書館」無法提供他家庭的資料，但是身為原先家人一部分的園咲若菜的資料卻是存在的。
於《OOO·電王·All Riders Let's Go 假面騎士》中為了守護風都的和平與翔太郎一同挺身而出對抗修卡。
菲利普幾乎每一次的事件時都會熱衷於某事物，有時甚至會延誤搜查跟變身。
- 劇場版《假面騎士×假面騎士 Fourze & OOO MOVIE大戰MEGA MAX》：研究仙貝湯
- 劇場版《假面騎士×假面騎士 W & Decade MOVIE大戰2010》：復活的死者
- W的檢索：章魚燒
- 別向M出手：因自己家人的記憶導致混亂
- 少女...A：醋
- 尋找C吧：找尋Heaven's Tornado的鑰匙
- S的戰慄：沒有
- 復仇的V：找尋「笨蛋不會感冒」的原因
- ：園咲 若菜
- F的殘光：減重
- 再見吧N：找尋Fang Memory
- I停不了：研究聖伯納犬
- 歸來的T：沒有
- 嘴唇上的L：扮成假面Singer唱歌
- P的遊戲：組裝Frog Pod
- D看見了：照井龍的感情問題
- 噩夢的H：出現在夢境中的Dopant
- ：對翔太郎的不信任
- Y的悲劇：猜測不破夕子的真正身份
- 在R的遠方：研究風神翼龍（Quetzalcoatlus）
- 拜訪者X：自己的記憶和園咲家
- G的可能性：改變物質的Dopant
- J的迷宮：園咲若菜在地球圖書館出現的原因、讀取Jewel的資料
- O的連鎖：Shroud的真實身分
- K追求的東西：查閱「自己」的書
- 被遺留的U：自己的消失
- 漫畫《風都偵探》小心T：翔太郎對時女的態度
- 漫畫《風都偵探》最惡劣的M：自己對時女的態度
- 漫畫《風都偵探》被封鎖的K：到深山尋找樺色鶴茸

鳴海亞樹子 （山本光、植田紗帆（童年）、生駒里奈（舞台劇）飾 ／ CV：小松未可子）（穆宣名（台灣配音） ／ 劉惠雲（香港配音））
本作的女主角，原先是為了繼承自己父親留下的房子才從大阪來到風都，卻發現翔太郎用這個房子開了私人偵探事務所，後來便以「我要監視你們兩個」之由當上所長，並成為兩人的夥伴。
由於是故事開始時才從外地來到風都，不聞世事的亞樹子常因發覺風都有著許許多多她不知道的事情時驚訝無比而常常說著「這種事人家都沒聽過啊！」的口頭禪。
雖是尋找自己的父親，本是翔太郎告訴亞樹子（鳴海莊吉）在外工作，在劇場版中才無意得知其父其實已死。
隨身帶著一雙綠色拖鞋，常常用其中一隻拖鞋吐槽翔太郎。
在翔太郎和菲利普變身為假面騎士W的時候，主要是接著菲利普的肉體。
經常想到一些菲利普想不到的事情並協助菲利普檢索而被菲利普認為她可能是個天才。
第9話曾潛入園咲家族的豪宅扮成女僕以查出有關Sweet Memory的事。
第15話因翔太郎被Arms Dopant吐出的金屬液封印腰帶戰敗，並和翔太郎被綁架。
第25話因誤解Puppeteer Dopant對其已故女兒裏香子的感情而被追殺。
第30話籍住讓Nightmare Dopant進入自己的夢境以便讓翔太郎查出Nightmare Dopant的真身。
第36話見證照井得到Trial Memory。
第37話表示因要為事務所進行宣傳而設計網頁。
第39-40話為把川相透帶回現實而成為導演亞樹P和拍電影。
第48話被Utopia Dopant吸走面孔，並進入身體機能停止的狀態。
於《假面騎士×假面騎士 OOO & W feat. Skull MOVIE大戰 Core》因为自己身边的人都是假面骑士的关系，被照井龙提出她有假面骑士过敏症，但在火野映司的開導下恢復正常，結尾與照井龍結婚，到了外傳《假面騎士W RETURNS 假面騎士Accel》入籍後已跟隨改姓，名為照井亞樹子。
鳴海莊吉 （吉川晃司、永德飾 ／ CV：津田健次郎）（李景唐（台灣配音） ／ （香港配音））
假面騎士Skull 的變身者。
於《假面騎士×假面騎士 W & DECADE MOVIE大戰2010》、《假面騎士×假面騎士 OOO & W feat. Skull MOVIE大戰 Core》登場。
本篇僅回憶登場。
亞樹子的父親，Shroud的青梅竹马，而翔太郎稱呼他為「大叔」。
行事作風相當嚴格且一板一眼，是標準的「Hard-Boiled」作風，認為成熟的偵探才有資格戴上帽子。
口頭禪是：「來細數你的罪惡吧！」，這句話令翔太郎十分崇敬也因此成了傳承給翔太郎的口頭禪。
在亞樹子很小的時候，由於不慎被蜘蛛摻雜體植入微型炸彈，若與亞樹子見面就會使其爆炸身亡，所以終身無法碰面。
在初始之夜事件中和翔太郎一同前往拯救菲利普時被Museum的社員槍擊死亡，在劇場版（回憶篇）再次登場，但其實是Dummy Dopant擬態，並非鳴海莊吉本人。
由於DECADE完成毀滅所有騎士讓世界重生的使命，才得以讓假面騎士Skull在其它平行世界復活，所以被士打敗的騎士中也包括了鳴海莊吉的卡，這張卡在劇場版最後由士交給了翔太郎。
於劇場版《假面騎士W Forever A至Z/命運的Gaia Memory》中在翔太郎持有的純正記憶體無法使用，且菲利普被俘的時候，以變身後的姿態將Lost Driver交了給翔太郎後便消失。
在漫畫《風都偵探》所補完的「最初之夜」中，為了拯救菲利普的委託，變成為假面騎士Skull與冴子一戰。由於Skull的不死身能力讓身為幹部的冴子忌憚，作為突破口冴子選擇全力去破壞Lost Driver。Lost Driver被冴子破壞後，鳴海莊吉犧牲了Skull Memory成功進入地球圖書館和菲利普接觸並成功說服其離開Museum。由於不想像Museum的人們一樣利用菲利普的力量，所以拒絕使用Shroud交給他的Double Driver來逃離Museum設施，卻因大意慘遭Museum社員射殺。死前將自己的帽子交給翔太郎，希望他繼承自己未完成的委託，並成為配得上這頂帽子的男人。
持有Skull Memory和Lost Driver。
阿松 / 松井誠一郎（山本太郎 飾）
米克
Smilodon Dopant（劍齒虎摻雜體）的變身者。
原為園咲家所飼養的英国短毛貓，前博物館的幹部兼處刑者。現為鳴海偵探事務所的一員。
因長期使用蓋亞記憶體的關係，使得米克自身的多項能力和智慧遠勝於其他的貓。
第18話霧彦幾乎被自己殺害之際，獲救於Clay Doll Dopant。
第37話襲擊逃亡期間右腳中彈擦傷的冴子，且被其墮海，解除變身後Taboo Memory掉在原地而被其搶走。
第38話滅口了被Accel擊敗的蝗蟲女。
第45話中菲利普查閱「自己」的書得知，原為菲利普於3歲時自琉兵衛贈與並且命名的貓。只要擺出特定的姿勢，就能使牠乖乖的安靜聽話，同話中就是以此方式擊倒Smilodon Dopant，Smilodon Memory和Gaia Driver亦因而破壞。
第47話中被翔太郎找到，並養在事務所中。
第49話沒有明確提及，但從翔太郎購買貓食可知還是被飼養著。
於《風都偵探》中仍然名義上被鳴海偵探事務所飼養，但更多時候是獨自在風都的街道上行動，只有翔太郎碰到需要牠協助的案件時才會自己回去，被翔太郎以「大將」稱呼。
万燈時女 （能條愛未（舞台劇）飾 ／ CV：關根明良）
Joker Dopant（王牌摻雜體）的變身者。
《y的魔窟》的委託人。 《風都偵探》的女主角，原裏風都的處刑者，《x的殘影》篇得知為萬燈雪侍的雙胞胎姐姐。
初登場時失去過去的記憶，而靠著在T字路上盜竊他人財物為生，然後消失無蹤，因此有著“T字路的魔女”之稱。
也因常在T字路上盜竊他人財物的關係，導致被誤會成風都碎屍案的嫌疑犯，後在翔太郎等人的努力下洗刷冤屈。
無家可規的她受亞樹子的邀請而搬進鳴海偵探事務所居住並成為翔太郎在外辦案的助手。
在與翔太郎一起辦案的過程中，逐漸對翔太郎產生好感，也因此一度讓菲利普產生吃醋的反應。
身上所持有一枚破碎的蓋亞記憶體，在菲利普破解及修復後證實為Joker Memory，但因為身上沒有連接口的關係，加上能肉身自在穿梭於風都與裏風都兩地，而被懷疑與「裏風都」有關係。
在五條一葉戰敗後收留她，但後來因五條一葉失蹤，而委託翔太郎與菲利普尋找五條一葉的下落。
在安息之地時，因五條一葉遭到矢之神夜一殺害的關係，而回想起過去的一切記憶，而後變身成Joker Dopant擊敗矢之神夜一，最後想起一切的她為了避免傷害翔太郎而選擇離開風都進入裏風都，並以打劫Road Dopant身上的物資為生。
《x的殘影》篇時，向翔太郎等人說出她的初始之夜，之後本打算就此離去，但被知道這一切的翔太郎緊握住手，隨後兩人確定了彼此的心意，在翔太郎未醒之時就悄悄離去。

## 風都署
刃野幹夫（灘儀武飾 ／ CV：堀内賢雄）（姜先誠（台灣配音） ／ 蔡德鈞（香港配音））
風都警察局的警官，翔太郎也常向刃野詢問案情相關線索。經常拿著抓背桿“不求人”登場。
第19話向翔太郎表示因自己和真倉在打擊摻雜體的犯罪活動中頗為出色，於是跟真倉俊和新加入風都警署的照井龍組成了專門調查Gaia Memory及Dopant事件的部門─「頻發案件調查課」。
第29話被龍夢見跟照井春子結婚。
第41話曾被誣告入獄，因此委託追查寶石竊賊的事件，並在追查成功後出獄。
第42話被翔太郎道出其優點—擅長被騙。
同話發誓不會再被騙。
第48話被Utopia Dopant吸走面孔，並進入身體機能停止的狀態
經常因水瓶沒有昆布茶催促真倉趕快買昆布茶。
真倉俊（中川真吾、相澤莉多（舞台劇）飾 ／ CV：澤城千春）（徐偉翔（台灣配音） ／ 李凱傑（香港配音））
風都警察局的刑警，對於經常偷偷跑進現場偵查的翔太郎感到憤慨，但卻總被刃野擋下。
經常被刃野幹夫催促趕快買昆布茶。
經常高高在上地說話。
翔太郎擅自稱他為真仔。
十分敬佩照井龍。
第21-22話曾委託追查風都警署內奸的事件。
第48話被Utopia Dopant吸走面孔，並進入身體機能停止的狀態。
照井龍（木之本嶺浩、上野凱（舞台劇）飾 ／ CV：古川慎）（鈕凱暘（台灣配音） ／ 關令翹→李致林（香港配音））
假面騎士Accel的變身者，於《假面騎士×假面騎士 W & Decade MOVIE大戰2010》先行登場，第18話首次出場加入風都警署的新人。
「頻發案件調查課」的課長。口頭禪是「不要向我問話！（香港版為：[唔好問我任何問題！] 错误：{{Lang}}：無法辨識代碼 hkg（帮助））」。第36話卻笑著對著眾小孩說「請別一次過問我那麼多，好嗎？」。
能沖出一手好的咖啡，並曾評價翔太郎沖的咖啡是浪費咖啡豆。
因為風都不斷傳出Dopant的事件，而認為風都是「惡魔的巢穴」。起初因Accel Driver未製作完成，而使用Beetle Phone觀察W的行動，也事先熟悉了鳴海偵探事務所，直至委託調查凍結事件，才在委託中取得Accel Driver，成為假面騎士。
持有Accel Memory，Engine Memory，Beetle Memory和Trial Memory。
成為假面騎士的原因有二，主要是想找出殺害其親人的仇人─Weather Dopant。其次是為了取代假面騎士W的地位，但Ice Age Dopant事件後改變此想法，亦因此成為鳴海偵探社的常客。
有點自我中心的傾向，向別人發出指示但不容許別人的質問。有時為了破案可以不擇手段，包括使用武力。
第16話因Accel Driver未製作完成，使用Beetle Phone觀察W的行動，也事先熟悉了鳴海偵探事務所。
第19話委託調查凍結事件，才在委託期間取得Accel Driver，成為假面騎士Accel。
第20話發現翔太郎不斷叫自己不要胡亂攻擊以免誤殺無辜是正確的。其後亦因此改變態度。
同話後，成為鳴海偵探社的常客。
第27話首次遇見殺害自己親人的Weather Dopant並與之交手但是失敗。隨後幾次交手多以失敗作結直至Trial Memory的完成。
第29話籍住讓Nightmare Dopant進入自己的夢境以查出Nightmare Dopant的真身但不成功且無法再次甦醒直至Nightmare Dopant被擊敗。。
第36話得到Trial Memory並已經是以保護超越仇恨的力量，成功以10秒內使用Trial Maximum Drive將Weather Dopant（井坂深紅郎）擊敗。
第37話被Shroud說出用影子操縱「風都」的組織就是Museum。而打倒Museum已經是他的使命。
在第44話中，體認到了愛的存在，並寬恕了間接殺害自己家人的Shroud。然後在Shroud面前發誓必打倒園咲琉兵衛，成功說服Shroud停止復仇手段。
同話表示他絕不會變成CA-X型態。
在第45話中被Terror Dopant的Terror Dragon力量影響，使其身受重傷。
在第46話中負傷跟W擊敗園咲琉兵衞。
第47話中一度被Utopia Dopant奪去Trial Memory的力量。
另外，照井龍不擅長應付女生，尤其是遇上感情問題的時候，於第28集結尾白銀莉莉突然對其獻吻後無所適從的反應可見一斑。但對自己的妹妹（照井春子）卻是格外體貼，在35-36話中對島本凪亦是如此體貼。
於《假面騎士×假面騎士 OOO & W feat. Skull MOVIE大戰 Core》結尾时，與亞樹子結婚，育有一女陽菜。
於外傳《假面騎士W RETURNS 假面騎士Accel》因指揮官摻雜體的計謀，而成為了通緝犯。
於《假面騎士Drive》外傳《Drive SAGA 假面騎士Chaser》與同為警察兼假面騎士的泊進之介/假面騎士Drive及詩島剛/假面騎士Mach，三人同心協力擊敗惡路程式077/野獸摻雜體。
於《假面騎士ZI-O》外傳《假面騎士ZI-O NEXT TIME Geiz Majesty》再度登場告訴了月津有沒有想要去為了幫助他人，而貢獻出一份自己的力量，後與恢復舊世界記憶及騎士力量的月津/假面騎士Geiz一同擊敗逢魔時王的家臣。
照井雄治（矢嶋俊作飾）（（台灣配音） ／ 林國雄（香港配音））
照井龍的父親，風都警察局的刑警，被Weather Dopant（井坂深紅郎）所殺害。
大野幸弘（俊藤光利飾）（（台灣配音） ／ （香港配音））
相模廣志（田中實飾）（（台灣配音） ／ （香港配音））

### 特殊研
全名為『蓋亞記憶體特殊研究所（ガイアメモリ特殊研究所）』，簡稱為G研。
玄道修一郎
銀也真希
我那霸祥子
麗娜・格蕾絲特
後藤留美子

## 風都偵緝隊（風都イレギュラーズ）
情報販子（なすび飾 ／ CV：伊丸岡篤）（徐偉翔（台灣配音） ／ 李錦綸（香港配音））
香港譯名情報專家。
精通各種管道調查的人物，時常提供重要情報給翔太郎。使用的手提電話為iPhone 3G。
第48話被Utopia Dopant吸走面孔，並進入身體機能停止的狀態
聖誕老人（腹筋善之介飾）（陳永信（香港配音））
時常穿著聖誕老人裝走動的人。雖然提供的情報不多，但卻好幾次在翔太郎苦惱時送某些東西讓翔太郎解決煩惱。
第29話以街頭藝人三太的身份出現在翔太郎的夢境。`
第48話被Utopia Dopant吸走面孔，並進入身體機能停止的狀態
第49話中成為一間寵物店店長。
女王（板野友美（前AKB48）飾）（鄭麗麗（香港配音））
女高中生。
對於學校的情報及八卦消息十分靈通，和伊莉莎白為好友。
第23-24話曾委託找出節目評審員偏袒表演者的原因。
第24話其與伊莉莎白的單曲『Love♡Wars』CD出道。
第32話和伊莉莎白在路邊賣蘋果糖。
第48話被Utopia Dopant吸走面孔，並進入身體機能停止的狀態
伊莉莎白（河西智美（前AKB48）飾）（張頌欣（香港配音））
女高中生。
對於學校的情報及八卦消息十分靈通，和Queen為好友。
第23-24話曾委託找出節目評審員偏袒表演者的原因。
第24話其與Queen的單曲『Love♡Wars』CD出道。
第32話和Queen在路邊賣蘋果糖。
第48話被Utopia Dopant吸走面孔，並進入身體機能停止的狀態
莉莉白銀（長澤奈央、熊田聖亞（少女）飾 ／ CV：贯井柚佳）（詹健兒（香港配音））
Invisible Dopant（隱形摻雜體）變身者。
第27 - 28話的委託人。大魔術師弗蘭克白銀的孫女。本名為白銀理惠。
曾一度向井坂深紅郎求助改良Memory，但最後仍是遭其利用差點死亡。
第28話中几乎耗尽了生命力快要消失时，被Accel斩死，记忆体便认为人间体死亡，排出体外，Accel再以电击恢复白銀莉莉的心跳使其复活，亲手捏碎了Invisible Memory。
於外傳《假面騎士W RETURNS 假面騎士Accel》中，與祖父弗蘭克白銀兩人一同經營了一家咖啡廳。
法蘭克白銀（山野史人飾）
莉莉白銀的祖父，在風都有著盛名的大魔術師。本名為白銀匡。
於外傳《假面騎士W RETURNS 假面騎士Accel》中，與孫女麗麗白銀兩人一同經營了一家咖啡廳。
青山晶（嘉數一星飾 ／ CV：小林大紀）
第49話（最終話）的委託人。
委託尋找失蹤的姊姊。
於風都偵探時已是中學生了，也是翔太郎的情報來源之一。
鏡野空也（CV：楠大典）
風都偵探《封閉的k》篇中登場，為鏡野家的繼承人。

## Team Accel（チームアクセル）
銀也真希
原特殊研成員之一
我那霸祥子
原特殊研成員之一
麗娜・格蕾絲特
原特殊研成員之一
後藤留美子
原特殊研成員之一

## 園咲家
園咲琉兵衛 （寺田農飾 ／ CV：寶龜克壽）（姜先誠（台灣配音） ／ 盧國權（香港配音））
Terror Dopant（恐懼摻雜體）的變身者。
用Gaia Memory玩弄著風之城市「風都」的「MUSEUM」的教父，同時也是風都最著名的博物館「風都博物館」的館長，亦是知名的考古學者。
外表看似和善，但有著能犧牲他人達成目的，冷酷無情的一面，並將風都視為自己的王國。
很喜歡甜品。
第5話慨嘆風都出現了很多愚蠢的政治家，暗示其有一定的政治影響力。
第10話在博物館內與翔太郎首次見面。
第14話最後回收被園咲若菜捨棄了的Clay Doll Memory。
第17話為取得更多的Memory資訊而決定向青少年提供Memory。
同話又迫使若菜從自己手上拿回Clay Doll Memory。
第18話因霧彦知道Gaia Memory流通及自己也受園咲家利用的真相並試圖逃走而追殺霧彦。
第19話開始讓若菜了解有關Gaia Memory的事情。
表面上他是非常保護他的家庭，曾於第29話看見若菜出現異常興高采烈的症狀後，威脅井坂深紅郎並且說出「對父親來說，沒甚麼比親生女兒更重要」。
第30話中說出了「她也開始行動了嗎？」，明顯知道Shroud的存在，也似乎知道Xtreme Memory的資料。
第32話與若菜一起在Museum內觀看Xtreme Memory發動，是為了取得資料以完成地球處理器（Gaia processor）。
第35話可知他有收藏Gaia Memory的嗜好。Quetzalcoatlus即為其中一個收藏。
第37—38話和加頭順商量Gaia Memory研發進度事情。
第38話強行帶企圖與菲利普一起逃出風都的若菜回Museum，且讓若菜接管了Digal公司和Museum的一切事務。
第39話完成地球處理器並交給了若菜。
第45話其最終計劃就是利用園咲來人、園咲若菜和Evil Tail發動Gaia impact，使地球和人類融為一體。
第46話被W擊敗，Terror Memory和Gaia Driver亦因而破壞。最後回去被火燃燒中的家裡，認為自己的人生沒有遺憾，其後葬身火海之中。
然而事實就是，他卻可以為了實現自己的目標而毫不猶豫地利用他的親生兒子（園咲來人）和親生女兒（園咲若菜）。
他並不認為假面騎士的存在是一個威脅，因為他只想要取得資料，把注意力轉向Xtreme Memory發動一事並且作為一種手段來完成為若菜成為而設的計劃並且他自己的最終計劃，直到他認為需要插手相關事務。
事實上他並不是想冴子作為Museum，而是想使若菜成為Museum的真正女王和“地球的神的巫女，因此一開始就將最強的Clay Doll Memory交給若菜。
園咲冴子 （生井亞實飾 ／ CV：佐藤聰美）（連思宇（台灣配音） ／ 林芷筠（香港配音））
園咲家的長女，30歲。表面上是Digal公司的社長。個性蠻橫跋扈，幾乎園咲家中與Gaia Memory有關的事都是他在處理，但擁有最終決定權仍在一家之主—園咲琉兵衛手上。
第1-37、47話持有Taboo Memory。第39-46話持有Nasca Memory。
她絕對相信她們是「被地球選中的家庭」，比起其他所有的家庭更優秀，以及注定要統治世界。
由於家庭撫養長大時缺少了愛，加上妹妹若菜是琉兵衛最疼愛的女兒，因此她在背後對於她的父親懷有恨意。
第4話與園咲霧彦結婚。
由於丈夫園咲霧彦戰鬥期間多次失手，導致對他漸漸失去了信任。霧彦因此亦不斷鍛練自己，但直至第16話終於將自己的Nasca Memory的能力鍛鍊至Lv2—高速移動時，他才挽回了自己的信任。
第12話中，霧彥發現在靈魂型態下的Virus Dopant一次可以擊殺一個人，並認為這就是讓自己能夠東山再起的方法。但是自己也曾經研究過靈魂Dopant，結果是靈魂型態能力低於肉體型態，並說明Virus Dopant原本的能力是足夠毀滅一座城市，所以對霧彥再次失望。
第15話企圖將菲利普抓回期間，看到菲利普的時候，她說出「來人」這個名字。
第18話中得知丈夫園咲霧彦想要叛離園咲家而將其殺死，並以事故掩飾。Nasca Memory被園咲冴子奪取。
第22話向有意成為警方內賊的九条綾表示要把刃野幹夫血祭才考慮讓她加入博物館。
第33話進行演說時險被被Yesterday Dopant催眠的W擊斃。
第34話被Yesterday Dopant發射8字標記催眠，但由於Yesterday Memory的力量不如Taboo Memory，加上Taboo Memory又被井坂深紅郎改造過，結果自己沒有受毒素影響並把毒素還給須藤雪絵。
第36話中與井坂深紅郎一同背叛了琉兵衛，在井坂深紅郎死後而不斷遭Museum追殺而逃亡。亦開始想解決照井龍。
第37話逃亡期間右腳中彈擦傷，且被Smilodon Dopant襲擊而墮海，解除變身後Taboo Memory掉在原地而被Smilodon Dopant搶走。
第38話中被加頭順從海裏救出，令其住在風都酒店。後來醒來，才發現其Gaia Driver亦被破壞。
第39話中偽裝成清潔工人混入Digal公司，並偷取Nasca Memory。並在肩膀上印上印記，並且變身為R-Nasca Dopant，並且擁有輕易地壓倒若菜的力量。
但是，當在第40話若菜變身為Clay Doll Xtreme，冴子開始不惜一切手段使自己更強大。
第44話向照井龍說明Shroud亦是Museum的一員，但在背叛後先後利用井坂深紅郎、照井龍等人來完成她打倒園咲琉兵衛，間接上她算連續凍結事件的幫兇。
第46話參與園咲琉兵衛的最後晚餐時被園咲若菜擊敗，Nasca Memory亦因而破壞，只能選擇逃走。
第47話從加頭順手上取回Taboo Memory。
第48話中因為變身Taboo Dopant掩護若菜逃走，而被加頭順（Utopia Dopant）殺害。
園咲若菜 （飛鳥凛、笠菜月（童年）飾 ／ CV：M·A·O）（陳貞伃（台灣配音） ／ 魏惠娥、詹健兒（代配）（香港配音））
園咲家的次女，也是琉兵衛最疼愛的女兒，21歲。風都中最有人氣的電台DJ，節目名稱為「園咲若菜的Healing Princess」，有不少的支持者（也包括翔太郎和菲利普在內），但也因此有不少的騷擾者出現。
第13—14話曾委託追查跟蹤狂的事件。
第14話最後捨棄了Clay Doll Memory而由園咲琉兵衛回收。
第17話又被迫從園咲琉兵衛手上拿回Clay Doll Memory。
第18話拯救了幾乎被Smilodon Dopant殺害的園咲霧彦。
由於若菜本性善良的關係，琉兵衛並未從小讓若菜接觸有關Gaia Memory的事務，直至第19話才開始讓若菜了解有關Gaia Memory的事情，實際上若菜並不願意接觸Gaia Memory。
第25話曾將Gaia Driver交給井坂深紅郎保管，後來被Puppeteer Dopant所操控，變成Clay Doll Dopant後襲擊鳴海偵探事務所，導致內部嚴重受損。在此之後發現Clay Doll Memory的能力大幅度提高。
第29話開始出現異常興高采烈的症狀，琉兵衛懷疑因為Clay Doll Memory能力經過井坂深紅郎改裝後造成的影響，並因此對井坂深紅郎加強戒心。
第32話與父親一起在Museum內觀看Xtreme Memory發動，此後興高采烈的狀況便消失了。
第37話企圖與菲利普一起逃出風都，卻在第38話在等候菲利普期間被琉兵衛強行帶回Museum，不但性格因受到控制而大變，且接管了Digal公司和Museum的一切事務，且以背叛為由向自己的弟弟菲利普攻擊，並且要他“理解他的使命”。
第40話為了擁有超越冴子的力量而擄走Gene Dopant，使用其能力把地球處理器與自己的身體同化，同化後Clay Doll Dopant力量大增，並在W與Accel的戰鬥其間變身為Clay Doll Xtreme。之後她的精神還可以進入地球圖書館，但是最初同步率只有50%,所以只可以進入圖書館不可以碰到任何東西。
第41話已經可以在地球圖書館內和菲利普爭奪內部的知識。
第42話和地球圖書館的同步率比菲利蒲更高,並且可以在圖書館內變身Clay Doll Dopant。
第46話在成為地球的神的巫女期間，由於發動Gaia impact失敗，因此意識被數據化，而身體則失去意識下被加頭順帶走。
在第48話被翔太郎救出。
在第49話中說明以自己的肉身資料作代價，使Xtreme Memory重現，因此菲利普能再次重現。
持有Clay Doll Memory。
雖然平時對琉兵衛十分友善，但對於父親以外的人蠻橫跋扈。
在小說Z之繼承者中得知在出道後有28首歌。
園咲霧彦 / 須藤霧彦 （君澤祐樹飾）（張騰（台灣配音） ／ 劉奕希、蔡惠萍→張頌欣（童年）（香港配音））
舊姓「須藤」。原為園咲家中Gaia Memory銷售第一的銷售員，在第4話入贅園咲家與園咲冴子結婚，並在第2話中從琉兵衛手上取得了Nasca Memory及Gaia Driver。但他不受琉兵衛信任，更被當作測試Nasca Memory的實驗品。
第2話中從琉兵衛手上取得了Nasca Memory及Gaia Driver。
第4話入贅園咲家與園咲冴子結婚。
由於戰鬥期間多次失手，導致園咲冴子對他漸漸失去了信任。
為此霧彥不斷尋找讓自己能夠東山再起的方法。就如第12話中，霧彥發現在靈魂型態下的Virus Dopant一次可以擊殺一個人，並認為這就是讓自己能夠東山再起的方法。但是冴子表示園咲家也曾經研究過靈魂Dopant，結果是靈魂型態能力低於肉體型態並說明Virus Dopant原本的能力是足夠毀滅一座城市，所以結果令霧彥再次失望。
在尋找讓自己能夠東山再起的方法的同時，霧彦亦不斷鍛練自己，在第16話終於將自己的Nasca Memory的能力鍛鍊至Lv2—高速移動，挽回了園咲冴子的信任。然而身體卻已經無法負荷而受傷。
第17話因Museum為取得更多的Memory資訊而向青少年私下提供Memory感到震驚。
第18話時知道Gaia Memory流通及自己也受園咲家利用的真相，而試圖逃走，且受Terror Dopant及Smilodon Dopant追殺，因為身體受傷，幾乎被Smilodon Dopant殺害之際，獲救於Clay Doll Dopant。
同話協助W破壞Bird memory救回江草茜，但當晚園咲冴子得知霧彥想叛離，將其殺死，並以事故掩飾。屍體隨風化為粒子飄散。
霧彥深愛風都，童年曾創作「風都君」，現已成為風都的人氣商品。入贅園咲家是為了將風都改變為「美好的社會」。
與翔太郎認為Gaia Memory是「將人類變成怪物的惡魔道具」相反，霧彦認為是「人類向最理想方向進化的最佳手段」。
米克
菲利普 / 園咲來人 （菅田將暉、橋本智哉（童年）、木津翼（舞台劇）飾 ／ CV：內山昂輝）
進藤廚師長（岡田正典飾）（劉昭文（香港配音））
園咲家的廚師長
杉下克子（川俣しのぶ飾）（袁淑珍（香港配音））
園咲家的女僕長
城塚福美（井上佳子飾）（黃淑芬（香港配音））
園咲家的女僕
佐佐木由貴子（濱田萬葉飾）（許盈、馮錦堂（變身形態）（香港配音））
Sweet Dopant變身者。
園咲家的女僕，也是原美食作家。
很喜歡甜品，甚至自稱味覺的化身，因此綁架風都內最著名的位西點師。
第10話中被W擊敗。

### 園咲家的關係者
雪拉德 / 園咲文音（幸田直子聲演／台灣配音：陳貞伃／香港配音：陸惠玲）
在英文中Shroud意為裹屍布，在此亦可稱為蒙面女。鸣海莊吉的青梅竹马。
本名為園咲文音真實身份為菲利普、園咲冴子、園咲若菜的母親，並在若菜的記憶中透露Shroud被園咲琉兵衞變成的Terror釋放出泥沼而令自己毀容，之後以白布包住自己。
亦是Museum的一員，但在背叛後先後利用井坂深紅郎（給Weather Memory）、照井龍等人來完成她打倒園咲琉兵衛，間接上她算連續凍結事件的幫兇，但井坂的野心卻沒在她原本的計算中，因而對於井坂的殘酷行為深感抱歉，為此曾到照井家的墓碑拜祭。最後受到照井龍的說服而不再進行復仇手段。
自稱為Shroud的蒙面女子，經常穿著黑色大衣、黑色墨鏡、戴著白色口罩，亦擁有超自然的力量。在照井龍一家遭Weather Dopant殺害後隨即出現，為照井龍提供了Engine Blade，支援他的復仇行動。據她所說，她亦曾經受到和照井龍相同的痛苦。
但其行動也顯得險惡，因為她認為菲利普和龍都是實現自己目標的工具而已，也逐漸成為園咲琉兵衛真正的最大障礙。
行動目的是為了打倒琉兵衛。
她持續為照井龍研發復仇的武器，在第19話研發Accel Driver，使照井龍得以變身成假面騎士Accel。
第22話研發出Gunner-A。
第25話把Frog Memory與Frog Pod的設計說明書寄給菲利普。
第27話把Denden Memory與Denden Sensor的設計說明書寄給菲利普。
第30話在Xtreme Memory內部與菲利普見面，表明希望他和翔太郎分開，認為翔太郎對他而言是不好的存在，且菲利普對於Shroud本人和整個世界是非常重要的，不過被菲利普所拒絕。
第31話更親自來到鳴海偵探事務所，表示自己早已熟悉此處，由此更顯示出其關係與鳴海家有關。並將Xtreme Memory交給菲利普。
第32話對翔太郎能超乎預期地控制Xtreme Memory感到驚訝。
第35話帶照井龍到特訓場地，並於第36話將Trial Memory交給照井，經特訓後認為照井龍心中的仇恨已消除，對照井龍失去興趣，卻還是看著照井龍親手打倒井坂深紅郎。
第37話向照井龍說出用影子操縱「風都」的組織就是Museum，打倒Museum已經是他的使命。
第43話再次向菲利普表明希望他和翔太郎分開，並和照井龍合作。而若菜即使使用地球圖書館，亦無法調查她任何資料。
後來從照井龍和園咲冴子的對話得知她亦是Museum的一員，但在背叛後先後利用井坂深紅郎（給Weather Memory）、照井龍等人來完成她打倒園咲琉兵衛，間接上她算連續凍結事件的幫兇，但井坂的野心卻沒在她原本的計算中，因而對於井坂的殘酷行為深感抱歉，為此曾到照井家的墓碑拜祭。
第44話由若菜說出她的真實身份和過去。
第46話曾參與園咲琉兵衛的最後晚餐，而且向菲利普提醒左翔太郎是解決事件的王牌，並向菲利普說明菲利普的家人並非園咲家，而是翔太郎。最後看著園咲家在爆炸中消滅。
第47話中向翔太郎證實當時在Begin's Night委託鳴海莊吉拯救菲利普的正是Shroud本人並拜託翔太郎希望讓菲利普安心地消失。
第49話在若菜身边死去。
持有Skull Memory（給鳴海莊吉）、Lost Driver（給鳴海莊吉）、Accel Driver（給照井龍）、Accel Memory（給照井龍）、Engine Memory（給照井龍）、Trial Memory（給照井龍）、Weather Memory（給井坂 深紅郎）、Frog Memory（給菲利普）、Denden Memory（給菲利普）、Xtreme Memory（給菲利普）和Bomb Memory。
2次向菲利普表明希望他和翔太郎分開，並和照井龍合作。
早已熟悉鳴海偵探事務所，由此更顯示出其關係與鳴海家有關。
若菜即使使用地球圖書館，亦無法調查她任何資料。
根據《風都偵探》補充的信息，Shroud最初構想的W為由鳴海莊吉和菲利普變身而成的Cyclone Skull型態，後來由於鳴海莊吉的死亡才將目標轉移到照井龍身上，但裏風都的首領萬燈雪侍卻認為Shroud構想的W都不可能擊倒博物館，只有翔太郎和菲利普搭擋變身的Cyclone Joker形態的W才有可能達到能使用Xtreme的最強境界並擊敗博物館，因此為了不讓裏風都被推翻，萬燈在構築裏風都時才會想讓跟Joker有高適合度的時女成為裏風都的一分子。
井坂深紅郎（檀臣幸 飾／台灣配音：張騰／香港配音：李錦綸）
風都中有相當名氣的醫生，實際上是研究Gaia Memory的密醫。Weather Memory的持有人，是連續凍結事件的犯罪者也是殺害照井龍親人的人，其能力連園咲家也敬畏三分。與園咲家有往來關係。
第24話曾治療過度工作導致昏厥的雪保。
第25話取得若菜的Gaia Driver將其改裝，使得憤怒可以加強力量，而對精神沒有影響，然而後者未經證實。
第26話救走Puppeteer Dopant并利用其能力控制Clay Doll Dopant破壞鳴海偵探事務所。
第27話被照井龍找到並開始照井的復仇但一直屢戰屢敗直至Trial Memory的完成。他也被迫向其醫院告別。
同話表示經研究發現自己能籍利用其他Memory作強化Weather Memory之用，因此白銀莉莉只是其實驗動物，Invisible Memory不能排出白銀莉莉體外的情況都他設定的。白銀莉莉最後會耗盡了生命力消失，只留下Invisible Memory作強化Weather Memory之用。
第28話可見在井坂的身上並不只有耳朵上的印記，其身上還有其他的印記，可見其之瘋狂，但也是為了取得資料而不惜拿自己當實驗品。
同話中受到琉兵衛收容而加入了園咲家，且多次向W和Accel攻擊。
第29話攻擊在睡午覺的菲利普令W被解除變身而翔太郎毫不知情。同話中菲利普被Xtreme Memory救走令井坂被迫停止攻擊。
第33話對於Yesterday Dopant讓對方中毒的方法表示非常好，並指這種方法連他自己也想不到。
第35話提到十年前他在偶然的機會下看見琉兵衛使用Gaia Memory，自此沉迷於Memory的力量之中，甚至立誓要奪取琉兵衛的Terror Memory。
因此第36話中他與冴子向琉兵衛反叛。雖然他最初只是視冴子作為他的棋子，但後來他承認和冴子已經有感情上的發展。
同話被Accel Trial的Maximum Drive所擊敗後，因過度使用Memory導致身上的印記失控，最後身體細胞分解而死。
事實上，由於Weather Memory就是由Shroud交給他的，因此在死前對翔太郎等人留下一句「你們的命運都在Shroud的手中」。被翔太郎稱作「跟惡魔結盟的結局」。
井坂相當擅長改良Gaia Memory，能透過各種方法強化或弱化Memory的能力，雖然研究Gaia Memory能取得不少資料，但他認為研究Dopant本身能獲得更多資料，被井坂看過的Gaia Memory患者實際上都被當成實驗品，為的是取得其中的資料來強化Weather Memory的能力，成為究極的Gaia Memory。
在井坂的身上並不只有耳朵上的印記，其身上還有其他的印記，可見其之瘋狂，但也是為了取得資料而不惜拿自己當實驗品。
園咲冴子認為井坂對園咲家相當重要，是因為多數資料都是透過井坂的研究而取得，也對其極為信任，但是深知其能力的琉兵衛和若菜則是警戒的態度。
他認為Gaia Driver會限制了使用者變成Dopant後的能力。他在25話取得若菜的Gaia Driver將其改裝，使得憤怒可以加強力量，而對精神沒有影響，然而後者未經證實。
不破夕子（偽名） / 須籐雪繪（真名）（平田薰飾）（詹健兒（香港配音））
Yesterday Dopant（昨天摻雜體）變身者。
第33 - 34話的委託人。實際上是園咲霧彦之妹。
第33話向翔太郎發出「8」（「Yesterday的刻印」）字圖案，控制對方重複做出24小時前的事，對園咲冴子做出傷害，最後菲利普透過變身成CJ-X以消除翔太郎的Yesterday印記並把翔太郎帶回現實。
其所作所為是為了向園咲冴子殺兄之仇，但由於記憶體的力量不及Taboo Memory，Taboo Memory又被井坂深紅郎改造過，在把印記發到園咲冴子身上時，被彈了回來到了自己身上。
第34話中被W擊敗，但是由於Yesterday Dopant的印記本身就是毒素，所以須籐雪繪被侵蝕，失去了過去的所有記憶。
風都偵探時得知仍舊在醫院中接受相關治療。
大嶋凪（CV：福山潤）
Ocean Dopant（海洋摻雜體）變身者。
園咲冴子的隨從，另外亦是其在霧彥與井坂之前的男人（監修塚田將其稱為冴子的男人·0號）。

## 博物館（MUSEUM（ミュージアム））
擾亂風都和平的秘密組職。
他們在風都生產和銷售Gaia Memory，研究售出的Memory使用情況，並加以改良，最終目的為促進人類的進步，但對於社會而言，Gaia Memory是造成犯罪，破壞的源頭。
Museum有不向未成年者銷售Memory的原則，由於成年人的行為、思想污穢，不如青少年純潔，固此用成年人作為Memory研究的實驗品，冒上死亡的風險，更合乎Museum的道德觀。但在第17話，Museum放棄了上述準則，向青少年私下給予提供Memory，為取得由更多的Memory資訊加以改良。

### 幹部
MUSEUM的幹部皆為園咲家的成員所組成。
園咲琉兵衛 （寺田農飾）
園咲冴子 （生井亞實飾）
園咲若菜 （飛鳥凛、笠菜月（童年）飾）
Mick
園咲霧彦 / 須藤霧彦 （君澤祐樹飾） 

### L・A・S・T
由園咲琉兵衛所信任的四名各自於所屬領域擁有頂尖水準的科學家所組成，為博物館的智囊團。於《風都偵探》中登場。
路克・蘭卡斯塔
Laugh Dopant（嗤笑摻雜體）變身者。
L・A・S・T的成員之一，電子工學與生物學的權威。
吾妻仁
L・A・S・T的成員之一，擅長挖掘及復原的調查工程師。
咲夜榮介
L・A・S・T的成員之一，專研人類遺傳因子的研究員。
東堂幸三
L・A・S・T的成員之一，古代民族文化的研究者。

### 博物館的成員
鷹村源藏（伊東孝明飾）（陳卓智（香港配音））
Anomalocaris Dopant變身者。
第2風都塔預建地的地主，同時為博物館的基層人員。
第6話曾綁架楠原雅和楠原明日香。
同話中被W擊敗。事後因為無法達成園咲冴子的任務命令部下將其工廠炸毀。
鷹村源藏的部下（えんじ則之飾）
Anomalocaris Dopant變身者。
鷹村的部下。
根津毅（蒲生純一飾）（陳廷軒（香港配音））
博物館的蓋亞記憶體銷售員。
蝗蟲女（佃井皆美飾）（黃淑芬（香港配音））
Hopper Dopant變身者。
博物館的處刑人。
第38話成功殺死研究設施中逃走的腦科學家．山城諭。
同話被Accel擊敗並被Smilodon Dopant所滅口。

### 博物館的關係者
山城諭（中西良太飾）（譚炳文（香港配音））
第37 - 38話的委託人。
委託與十年前失散的家人見面。
轟響子（平田裕香飾）（羅杏芝（香港配音））
第45 - 46話及《死神為l的臉》的委託人。
委託協助找出Evil Tail。

## 財團X
加頭順（孔大維飾）（徐偉翔（台灣配音） ／ 陳卓智（香港配音））
本篇最終反派。在第37話登場，財團X的代表。
在第37—38話中前往園咲家和琉兵衛商量Gaia Memory研發進度事情。根據對話，園咲家與財團X互相支援（實為互相利用），似乎由園咲家進行開發和生產，財團X提供資助。
第38話中將園咲冴子從海裏救出，令其住在風都酒店。
第39話曾向園咲冴子表明幫助她是出於個人意願。
第43話取得一個裝有26枝T2次世代限定版Memory的公事包T2 Memory在第44話交回了財團X。
第46話帶走在成為地球的神的巫女期間，由於發動Gaia impact失敗，因此意識被數據化，而身體則失去意識的若菜。
第47話向ネオン・ウルスランド說明利用園咲來人和園咲若菜引發全球性Gaia impact的計劃，同話奪去Trial Memory的力量。
第48話說明自己是NEVER不死戰士的一員，不會死亡，然而副作用就是被打敗後會沙化身亡。
同話表示首次見冴子時就表示自己喜歡冴子，並會將逆轉的機會當作禮物送給冴子，即使冴子把工廠的地點泄漏給翔太郎等人。並對於自己說話沒有跨張的表情表示很多人都認為就是胡說。但因為冴子變身成Taboo Dopant掩護若菜逃走，而決定殺害冴子。
同話籍Utopia Dopant的力量奪走他人「存在的希望」與「情感」，以及以高頻音波，從電話傳送腦海中的影像，令來人陷入恐懼狀態，從而加速提升若菜的能力發動數值以完成Gaia Impact。如此令人發指的行為讓翔太郎和菲利普不禁對其痛下殺手。
同話中被W（CJ-X）使用「Double Prism Extreme」擊毀Utopia Memory而消失。在消失前說明自己真的喜歡園咲冴子，並問W：「愛一個人也有罪嗎？」
他有一個習慣，就是在不高興的時候，雙手會不自覺地放鬆，任由手上的物品掉下。
對Gaia Impact計劃已經達到了魔怔的程度，不達目的不會罷休。
由於作為NEVER不死者已失去情感，所以說話沒有誇張的表情。
持有一枝Utopia Memory，可使用意念操縱人和物品。
在前傳《假面騎士W RETURNS 假面騎士 Eternal》中得知他曾經為假面騎士Eternal，和大道克己所變成的Eternal形態不同，沒有斗蓬、手部為紅色、沒有武器。其後Eternal Memory和lost driver被大道克己搶走，被Eternal的Maximum Drive令Utopia Memory無效而被大道克己殺死。其後財團X利用NEVER的資料令加頭順成為NEVER。
田端（竹岡常吉飾）
財團X的成員，加頭順的部下。
涅翁・烏斯蘭德（瑪莉亞·泰瑞莎·戈飾）（陳貞伃（台灣配音） ／ 黃瑩瑩（香港配音））
財團X的成員，加頭順的上司。第47-48話登場。
因博物館的瓦解而來到風都告知加頭順關於財團X對蓋亞記憶體撤資的決策，但在加頭順的提案請求下暫時同意請求。
最後在加頭順被W擊倒時，正式宣佈對蓋亞記憶體的撤資並轉頭離去。

### 財團X的關係者
園咲琉兵衛 （寺田農飾）
萬燈雪侍（君澤祐樹（舞台劇）飾 ／ CV：小野大輔）
萬燈永久
本條隼人
翔太郎高中時的好友，東風都大學的副教授，《迷宮建築的h》的委託人。

## EXE
寵物店店員（末高斗夢飾）（陳成港（香港配音））
Energy Dopant變身者。
聖誕仔所屬的寵物店店員，實際上的EXE首領。
第49話（最終話）時因翔太郎等人將EXE瓦解而出面報復，但最後還是被W擊敗。
遠藤士郎（南羽翔平飾）（鄧志堅（香港配音））
Ocean Dopant持有者。
EXE成員。
一度被翔太郎認為是EXE的首領。
EXE成員A（伊藤龍翼飾）（陳卓智（香港配音））
EXE成員。Anomalocaris Dopant變身者。
EXE成員B（金子直史飾）（林筠翔（香港配音））
EXE成員。Cockroach Dopant變身者。
EXE成員C（松本光希飾）
EXE成員。Edge Memory持有人。

## NEVER
大道克己（松岡充飾）
瑪麗亞・S・克蘭伯里 / 大道瑪麗亞（杉本彩飾）
泉京水（須藤元氣飾）
羽原徠（八代美奈畝飾）
蘆原賢（出合正幸飾）
堂本剛三（中村浩二飾）

## 裏風都

### 幹部
萬燈雪侍（君澤祐樹（舞台劇）飾 ／ CV：小野大輔）
Aurora Dopant（極光摻雜體）變身者。
裏風都幹部成員之一，也是執行關於裏風都各種計劃的主導者。
對於沒有價值或對自己及裏風都有威脅性的人皆採取抹除的態度。
曾一度化名為古董商金森大介。
五條一葉（CV：伊藤美來）
Scream Dopant（尖叫摻雜體）變身者。
裏風都幹部成員之一，為接替離開裏風都的時女的處刑人地位的後繼者。
對於所喜好的事物，皆以慘忍的方式進行虐殺。
後被假面騎士ACCEL擊破所屬的記憶體的關係，而被萬燈雪侍安排矢之神夜一進行追殺。
最終在安息之地遭到矢之神夜一擊殺，卻因此導致時芽過去的記憶覺醒。
千葉秀夫 / 費迪歐・赫斯坦（CV：藤原夏海）
Brachiosaurus Dopant（腕龍摻雜體）變身者。
裏風都幹部成員之一，赫斯坦博士之子。
雙見光
Reactor Dopant（反應爐摻雜體）最新一任變身者，原Cockroach Dopant（蟑螂摻雜體）和Crab Dopant（螃蟹摻雜體）的變身者。
裏風都幹部成員之一，原「蒼炎群」的成員。
矢之神夜一
Death Dopant（死亡摻雜體）變身者。
裏風都幹部成員之一，接替五條一葉處刑人地位的後繼者。
喜歡以玩弄的方式殺害他人，是個讓萬燈雪侍相當頭疼的人物，因此讓萬燈早有想要藉由他人除去他的想法。
被萬燈安排去追殺五條一葉。
諾斯特
Necromancer Dopant（死靈法師摻雜體）變身者。
裏風都幹部成員之一，因萬燈雪侍的號召而回歸，此三人在裏風都幹部中與千葉秀夫為對等地位。
???
裏風都幹部成員之一，因萬燈雪侍的號召而回歸，此三人在裏風都幹部中與千葉秀夫為對等地位。
???
裏風都幹部成員之一，因萬燈雪侍的號召而回歸，此三人在裏風都幹部中與千葉秀夫為對等地位。

### 裏風都的成員
二階堂守（CV：乃村健次）
Reactor Dopant（反應爐摻雜體）前任變身者。
裏風都成員，準幹部。
保羅東城
Puzzle Dopant（拼圖摻雜體）變身者。
東城整骨院的醫師，同時也是裏風都成員。
玄道修一郎
Diva Dopant（歌姬摻雜體）變身者。
特殊研的所長，但實際上為裏風都成員。
渣滓
Quest Dopant（探索摻雜體）變身者。
本名未知，自稱為「GAME MASTER」，裏風都成員。

### 裏風都的關係者
萬燈時女 （能條愛未（舞台劇）飾 ／ CV：關根明良）
佐武（梅澤裕介（舞台劇）飾 ／ CV：興津和幸）
Road Dopant（路摻雜體）的變身者。
美原睦夫（CV：沖野晃司）
Meganeura Dopant（巨脈蜻蜓摻雜體）的變身者。
鏡野菊（CV：八百屋杏）
Alcohol Dopant（酒精摻雜體）的真正變身者。
鳥羽音吉
Owl Dopant（貓頭鷹摻雜體）的主要變身者。
比利佛田
Trash Dopant（垃圾摻雜體）的變身者。
風吹鐵男
Magma Dopant（熔岩摻雜體）、Crab Dopant（螃蟹摻雜體）的變身者。
「蒼炎群」的首領。
出紋大騎
Deep Dopant（深沉摻雜體）的變身者。

羽柴廣美
Scissors Dopant（剪刀摻雜體）的變身者。
萬燈永久
City Dopant（城市摻雜體）的變身者。
時女與萬燈雪侍的同父異母妹妹，也是裏風都最初的創造者。
過去與時女和萬燈雪侍在某國人體實驗場中成為實驗幸存者，之後為了幫助萬燈雪侍完成理想而加入財團X。
根據時女的回憶中得知，當初在W與ETERNAL中的戰鬥中受到波及而導致腰帶碎裂，因此記憶體被植入體內而暴走。
在萬燈雪侍及千葉秀夫的處理下，被封印在裏風都中心的高塔內，但之後時女為了證實心中的猜想，而再次來到高塔時，卻消失無蹤，之後從萬燈雪侍口中得知被轉移到時女接觸不到的地方。
卯之花紬
Unite Dopant（結合摻雜體）的變身者。
《歡迎來到u》的委託人，卯之花莊現任的管理員，過去曾在KAI集團工作。
在千葉秀夫的命令下，假借委託的名義將翔太郎等人引誘至卯之花莊中，並使用記憶體將翔太郎等人封閉在她準備的陷阱房間之中。

## 其他人物
照井春子
照井龍的妹妹。被Weather Dopant（井坂深紅郎）所殺害。
在第29話被龍夢見她跟刃野幹夫結婚，也因此讓龍感到不寒而慄。
和泉優子（妹尾友里江飾）羅杏芝（香港配音）
雙親經營一糕餅店。自己亦為糕餅店的活招牌。
村雨真郎（龜山助清飾）盧國權（香港配音）
因在賭場輸錢而必須變賣家產償還債務。
楠原明日香（大村らら飾）陳琴雲（香港配音）
楠原雅和楠原大三郎的女兒。
楠原大三郎（長谷川ほまれ飾）伍博民（香港配音）
楠原雅的丈夫，楠原明日香的父親。遭槍擊而死。
星野千鶴（藤井玲奈飾）鄭麗麗（香港配音）
風花高中的學生，原為稻本彈吾的街舞搭擋，後來改為練習花式游泳。
星野武（白石タダシ飾）黃子敬（香港配音）
風花高中的校長，因被誤認為星野千鶴而遭Cockroach Dopant襲擊。
教師（渡洋史飾）劉昭文（香港配音）
風花高中的教師，教千鶴花式游泳的教練。
淺川勇三（加藤滿飾）林國雄（香港配音）
甜點店「Bell equipe ASAKAWAka」的老闆。雜誌「Sweets Sweets」weets」的糕點師排行榜中的第一名。
山村康平（橋爪遼飾）巫哲棋（香港配音）
山村幸的弟弟。
黒須（Koji飾）張炳強（香港配音）
風都街頭幫派的頭目。
湯島則之（坂田鐵平飾）蘇強文（香港配音）
山村幸的婚約者。
白井（谷川弓飾）胡家豪（香港配音）
風都街頭幫派的人。
赤田（近松仁飾）劉昭文（香港配音）
風都街頭幫派的人。
佐伯素子（中丸紫苑飾）陸惠玲（香港配音）
電台節目「Voice in風都」的負責人。
片平真紀子（大澤逸美飾）許盈（香港配音）
花店「Cornflower Blue」的花藝師。
阿久津憲（大高洋夫飾）劉昭文（香港配音）
黑社會裏有名的黑警。
溝口正輝（白井圭太飾）劉奕希（香港配音）
九条綾的前戀人，風都警察局的前警員。
冰室強（村岡弘之飾）林保全（香港配音）
吉米中田（富田佳輔飾）李震權（香港配音）
街頭音樂家。
墨田ゆきほ（中野公美子飾）梁少霞（香港配音）
吉米中田的忠實粉絲。
上木彩矢（本人飾）羅杏芝（香港配音）
唐木田有紀（峯村リエ飾）陸惠玲（香港配音）
多摩千太（藤原邦章飾）馮錦堂（香港配音）
照井雄治（矢嶋俊作飾）林國雄（香港配音）
赤城教授（西冬彥飾）張炳強（香港配音）
風都大學的赤城腦波學研究所的教授。
園長（兒玉美智子飾）梁少霞（香港配音）
島本凪（和川未優飾）張頌欣（香港配音）
凪的父親（山賀教弘飾）蔡德鈞（香港配音）
山城葉子（津村純子飾）黃麗芳（香港配音）
山城翼（吉田伊吹飾）巫哲棋（香港配音）
城島淚（奧村佳惠飾）詹健兒（香港配音）
武田智和上杉誠的舊識。
武田智（小谷幸弘飾）李致林（香港配音）
行蹤不明，城島淚和上杉誠的舊識。
後藤美優（山田海遊（少女）、久松夕子（老人）飾）張頌欣（香港配音）
關根久美（小西結子（少女）、上月左知子（老人）飾）何寶珊（香港配音）
關根光子（ひがし由貴飾）詹健兒（香港配音）
大倉（樋浦勉飾）林保全（香港配音）
田端（竹岡常吉飾）劉奕希（香港配音）
占卜師A（新貝文規飾）麥皓豐（香港配音）
占卜師B（諸田飾）馮錦堂（香港配音）
占卜師C（橫村直子飾）蔡惠萍（香港配音）
青山唯（小池唯飾）何寶珊（香港配音）
青山晶的姐姐，被捲入Gaia Memory的賣買事件中。

## 事件的委託者

### W本篇
津村真理奈（山内明日、八木瑛美莉（童年）飾）
和泉優子的雙親（九太朗（優子父親（和泉源三））、上村依子（優子母親）飾）（劉昭文（優子父親（和泉源三））、伍秀霞（優子母親）（香港配音））
第3 - 4話的委託人。經營和泉點心店的夫婦。
委託勸回離家的女兒和泉優子。
楠原雅（川田希飾）（沈小蘭（香港配音））
第5 - 6話的委託人。風都的市議會議員。
委託保護楠原明日香。
稻本彈吾（森崎溫飾）（胡家豪（香港配音））
第7 - 8話的委託人。高中生街舞者，原風花高中學生。
委託查明學校怪事並保護星野千鶴。
淺川麻衣（乙黒えり飾）（鄭麗麗（香港配音））
第9 - 10話的委託人。甜點師。
委託尋回失蹤的父親淺川勇三。
青木幹男（辻岡正人飾）（李致林（香港配音））
第11 - 12話的委託人。街頭幫派的成員。
委託保護自己避免被害。
園咲若菜（飛鳥凛、笠菜月（童年）飾）
麻生冬美（森下悠里飾）（黃淑芬（香港配音））
第15 - 16話的委託人。怪盜「TWIN ROSE」的成員之一。
委託追捕倉田劍兒並阻止其再犯案。
理髮店店長（あご勇飾）（張炳強（香港配音））
第17 - 18話的委託人。翔太郎與霧彥常去的理髮店店長，也是江草茜的父親。
委託尋回失蹤的女兒江草茜。
照井龍（木之本嶺浩飾 ／ CV：古川慎）
真倉俊（中川真吾飾 ／ CV：澤城千春）
女王（板野友美飾）
伊莉莎白（河西智美飾）
人偶麗子（澤田萌音飾）（何寶珊（香港配音））
第25 - 26話的委託人。
委託取回人偶並傾聽人偶的聲音。
莉莉白銀（長澤奈央、熊田聖亞（少女）飾 ／  CV：貫井柚佳）
雪村姬香（麻生夏子飾）（張頌欣（香港配音））
第29 - 30話的委託人。
委託讓自己能夠安心入睡。
尾藤勇（小澤和義飾）（劉昭文（香港配音））
第31 - 32話的委託人。
委託希望鳴海莊吉協助追捕有馬丸男。
不破夕子（偽名） / 須籐雪繪（真名）（平田薰飾）
擔心島本凪的孩子們（上永田朱莉、田中愛理、藤澤健、飾） （羅孔柔、張頌欣、羅杏芝、梁少霞（香港配音））
第35 - 36話的委託人。鳴海偵探事務所附近的孩子們。
委託讓鳥園的姐姐島本凪恢復精神。
山城諭 （中西良太飾）
虹村愛（谷澤惠里香飾）（何寶珊（香港配音））
第39 - 40話的委託人。電影院的員工。
委託調查電影院的怪事。
刃野幹夫（灘儀武飾 ／ CV：堀内賢雄）
後藤良枝（遊井亮子飾）（許盈（香港配音））
第43 - 44話的委託人。
委託希望把女兒變回原樣。
轟響子 （平田裕香飾）
菲利普 / 園咲來人 （菅田將暉、橋本智哉（童年）、木津翼（舞台劇）飾 ／ CV：內山昂輝）
青山晶（嘉數一星飾）

### 風都偵探
坪崎忠太（伊藤孝太郎（舞台劇）飾 ／ CV：新垣樽助）
真島伸太郎（CV：赤羽根健治）
《最惡質的m》的委託人。
中條朱美
《c在何處》的委託人。
菅生傳一郎
《p為惡魔》的委託人。
蘭堂立夏（CV：石見舞菜香）
《超人r》的委託人。
逢瀨奈奈
《黑暗為o的巢穴》的委託人。
弁財天源十郎
《b們的寶物》的委託人。
深澤
《感謝f》的委託人。
轟響子（平田裕香飾）
萬燈雪侍（君澤祐樹（舞台劇）飾 ／ CV：小野大輔）
本條隼人
照井龍（木之本嶺浩飾 ／ CV：古川慎）
萬燈時女（能條愛未（舞台劇）飾 ／ CV：關根明良）
伊莉莎白（河西智美飾）
女王（板野友美飾）
卯之花紬

## Dopant的變身者或Gaia Memory的持有者

### W本篇
戶川陽介（YOH飾）（巫哲棋（香港配音））
Magma Dopant（熔岩摻雜體）變身者。
WINDSCALE公司的前職員兼真理奈的男朋友。
因遭到公司辭退及真理奈的蠱惑下購買蓋亞記憶體，變身Magma Dopant襲擊WINDSCALE公司在風都的所有分店作為報復，過程中卻記憶體失控而失蹤。
最後在被W擊破身上的蓋亞記憶體後被突然出現的T-rex Dopant咬殺而亡。
津村真理奈（山内明日、八木瑛美莉（童年）飾）（梁少霞（香港配音））
T-rex Dopant（暴龍摻雜體）變身者。
第1 - 2話的委託人。翔太郎的青梅竹馬，也是WINDSCALE公司的原設計師。
為了尋找下落不明的男朋友陽介而來到鳴海偵探事務所委託。
在被翔太郎識破真面目和犯罪動機後，變身T-rex Dopant迎戰W，最後被W擊倒並遭到警方逮捕。
加賀泰造（我修院達也飾）（陳廷軒（香港配音））
Money Dopant（金錢摻雜體）變身者。
夢幻賭場「千金競技場」的經營者。
濫用Dopant的能力詐取賭客的金錢。
最後被W擊敗。
鷹村源藏（伊東孝明飾）
鷹村源藏的部下（えんじ則之飾）
伊刈（片桐仁（拉赫曼斯Rahmens）飾）（巫哲棋（香港配音））
Cockroach Dopant（蟑螂摻雜體）變身者。
營運著裏網站『闇之驅除害蟲（闇の害虫駆除）』的同人漫畫家，並且自稱為風都的地下警察。
第7話曾取走Heat, Metal, Luna和Trigger Memory。
第8話中被W擊敗。
佐佐木由貴子（濱田萬葉飾）
山村幸（松岡璃奈子飾）（梁少霞（香港配音））
Virus Dopant變身者。
黒須等人肇事逃逸的被害人。
昏迷之前的怨念導致她以精神體狀態變成Dopant，並附身在車子上，然後利用弟弟山村康平幫其報仇。
第12話中被W擊敗。
上尾強（三好博道飾）（馮錦堂（香港配音））
Violence Dopant變身者。
園咲若菜的前經紀。
本身愛慕著園咲若菜，但被佐伯素子利用來對若菜進行報復。
第14話中被W擊敗。
倉田劍兒（西興一朗飾）（李致林（香港配音））
Arms Dopant變身者。
通緝犯Twin-Rose成員之一。
第15話吐出金屬液封印翔太郎的腰帶並綁架翔太郎和亞樹子。
第16話中被W擊敗。
江草茜（今野真菜飾）（羅杏芝（香港配音））
Bird Dopant變身者。
風都南中學校的三年級生，也是田徑隊的王牌選手，江草理髮師的女兒。15歲。
曾借出Memory給藤川統馬、金村有一和久保田彌生使用。
第18話中被W和Nasca Dopant聯手擊敗。
藤川統馬（木村遼希飾）（陳成港（香港配音））
Bird Dopant使用者之一。
風都南中學校的三年級生，江草茜的友人。
金村有一（吉原拓彌飾）（李震權（香港配音））
Bird Dopant使用者之一。
風都南中學校的三年級生，江草茜的友人。
久保田彌生（伊倉愛美飾）（何寶珊（香港配音））
Bird Dopant使用者之一。
風都南中學校的三年級生，江草茜的友人。
片平清（涉谷謙人飾）（胡家豪（香港配音））
IceAge Dopant變身者。
天才花藝設計師，片平真紀子的兒子。
其母片平真紀子在事件中多次掩護其逃走，讓照井龍認為片平真紀子就是IceAge Dopant。
本人私底下揮金如土。
第20話中被Accel擊敗。
九條綾（木下亞由美飾）（羅孔柔（香港配音））
Triceratops Dopant變身者。
剛歸國的風都署頻發案件調查課成員。
參與本次事件搜查的原因只是為了向冰室和阿久津等人復仇。
第22話中被Accel擊敗。
澤田幸夫（茂呂師岡飾）（林國雄、巫哲棋（變身形態）（香港配音））
Liar Dopant變身者。
自稱「電波塔的小丑」的男子。
曾催眠歌唱節目評審員、照井龍、W和亞樹子。
第24話中被W和Accel聯手擊敗。
堀之內慶應（四方堂亘飾）（陳廷軒（香港配音））
Puppeteer Dopant變身者。
著名作家。人偶麗子的主人的父親。記憶體插口在下巴。
因為其的力量讓人偶麗子可以行動。
在事件中其一度被井坂深紅郎救走，並利用其能力操控Clay Doll Dopant後襲擊鳴海偵探事務所，導致內部嚴重受損。
亞樹子第25話因誤解其對已故女兒裏香子(人偶麗子的主人)的感情而被追殺。
第26話中被W擊敗。
莉莉白銀（長澤奈央、熊田聖亞（少女）飾 ／  CV：貫井柚佳）
福島元（加藤康起飾）（巫哲棋（香港配音））
Nightmare Dopant變身者。
風都大學學生。
曾進入其同學、照井龍、翔太郎和亞樹子的夢中，除翔太郎外無法再次甦醒直至被擊敗。
第30話中被W擊敗。
有馬丸男（勝矢飾）（蔡德鈞（香港配音））
Beast Dopant變身者。
委託人尾藤勇的舊友。大地產商人。
第32話中被W擊敗。
有馬鈴子（魏涼子飾）（黃麗芳（香港配音））
Zone Dopant變身者。
委託人尾藤勇的舊友。有馬丸男的妻。
第32話翔太郎間接將10年前曾一度於被鳴海莊吉取走，裝在風吹山別墅的木雕熊內的Zone Memory還給其。
同話被W擊敗。
不破夕子（偽名） / 須籐雪繪（真名）（平田薰飾）
蝗蟲女（佃井皆美飾）
川相透（川野直輝飾）（胡家豪（香港配音））
Gene Dopant變身者。
希望自己能夠成為獨當一面的導演的男子。
因而使用Gene Memory自行製作電影，並強迫他人觀看。
曾完全改變W的右手，讓W延誤戰鬥。
第40話被為了擁有超越冴子的力量的若菜擄走，使用其能力把地球處理器與若菜的身體同化，同化後Clay Doll Dopant力量大增，並變身為Clay Doll Xtreme。
同話中被W擊敗。
上杉誠（河合龍之介飾）（關令翹、詹健兒（變聲器）（香港配音））
Jewel Dopant變身者。
人氣模特兒，城島淚與武田智的友人。
在刃野幹夫還是刑警時己認識。
利用城島淚替自己掩飾把人變成寶石的罪行，甚至打算連城島也滅口，最後並未成功。
第42話中被W擊敗。
相馬卓（小豆畑雅一飾）（劉昭文（香港配音））
Old Dopant變身者。
自稱「老化專家」的手相占卜師。
藉釋放出暗紅色泥沼，令後藤良枝的女兒、關根光子的女兒和翔太郎的身心變成老人。
因此翔太郎行動不方便，變身成為W是十分勉強的事(不論以翔太郎或菲力普為主體)。
第44話中被Accel擊敗。
寵物店店員（末高斗夢飾）

### 風都偵探
坪崎忠太（伊藤孝太郎（舞台劇）飾 ／ CV：新垣樽助）
Toadstool Dopant（毒蕈摻雜體）的變身者。
《小心t》的委託人。
佐武（梅澤裕介（舞台劇）飾 ／ CV：興津和幸）
美原睦夫（CV：沖野晃司）
蝶野麻友
Caracal Dopant（獰貓摻雜體）的變身者。
久保倉環奈（CV：菊地美香）
Alcohol Dopant（酒精摻雜體）的變身者之一。
財前暦（CV：上田瞳）
Alcohol Dopant（酒精摻雜體）的變身者之一。
有藤螢（CV：石上静香）
Alcohol Dopant（酒精摻雜體）的變身者之一。
難波胡桃（CV：篠原侑）
Alcohol Dopant（酒精摻雜體）的變身者之一。
鏡野菊（CV：八百屋杏）
保羅東城
二階堂守（CV：乃村健次）
男
Antlion Dopant（蟻蛉摻雜體）變身者。
鳥羽音吉
沖田舞
Owl Dopant（貓頭鷹摻雜體）的附屬變身者。
比利佛田
風吹鐵男
路克・蘭卡斯塔
出紋大騎
羽柴廣美
玄道修一郎
卯之花紬